# Cralopa kaputarensis
Cralopa kaputarensis är en snäckart som beskrevs av Stanisic 1990. Cralopa kaputarensis ingår i släktet Cralopa och familjen Charopidae. IUCN kategoriserar arten globalt som otillräckligt studerad. Inga underarter finns listade i Catalogue of Life.